# Caryanda omeiensis
Caryanda omeiensis är en insektsart som beskrevs av Chang, K.S.F. 1939. Caryanda omeiensis ingår i släktet Caryanda och familjen gräshoppor. Inga underarter finns listade i Catalogue of Life.